# MediEvil
MediEvil es un videojuego de acción-aventura del género hack and slash  desarrollado por SCE Studio Cambridge y publicado por Sony Computer Entertainment para la PlayStation. El juego está ambientado en el reino medieval de Gallowmere y se centra en el protagonista del charlatán, Sir Daniel Fortesque, mientras intenta detener la invasión del reino por parte del antagonista Zarok mientras se redime a sí mismo.
Tuvo una secuela en el año 2000, MediEvil 2, también para PlayStation. Posteriormente, en 2005, fue renovado como MediEvil Resurrection para PlayStation Portable.
El título es un juego de palabras entre las palabras inglesas medieval y evil, que significan respectivamente ‘medieval’ y ‘maldad’, ya que el videojuego está ambientado entre la Edad Media y el terror macabro.
En la PlayStation Experience de 2017, Sony anunció que MediEvil tendría un remake en PS4, lanzado el 25 de octubre de 2019 también bajo el nombre de MediEvil.

## Protohistoria

### Leyenda
En el reino de Gallowmere, año 1286, el poderoso mago Zarok, desterrado por nigromancia, reunió a un numeroso ejército de zombis, demonios y otros monstruos con la intención de conquistar el reino al que pertenecía y vengarse de la familia real. Tras una breve sucesión de escaramuzas, los mejores soldados tanto del ejército del Rey Peregrino como los de Zarok se enfrentaron en una batalla final en la que el capitán del Rey Peregrino, Sir Daniel Fortesque, se enfrentó en singular combate contra Zarok, acabando con su vida antes de sucumbir ante sus propias heridas mortales. Sin la magia de Zarok para mantener a las huestes malignas, la batalla fue ganada por el ejército real.

### Realidad
No obstante, la leyenda apenas se acerca a la verdad, ya que Sir Dan cayó atravesado por la primera andanada de flechas, y la batalla se decidió sin él, con el resultado de que Zarok fue derrotado y huyó del campo de batalla, recuperándose mientras tramaba su venganza.
Cien años más tarde, el hechicero regresa con todo su poder e invocando fuerzas diabólicas con ayuda de su libro de hechizos domina el desprotegido reino, sembrándolo de demonios y zombis. Junto al resto de los cadáveres de Gallowmere resucita el de Sir Dan y el difunto capitán se ve en la obligación de vencer definitivamente a Zarok para salvar su amado reino y demostrar que es el héroe de su propia leyenda.

## Argumento por niveles
Al iniciar el juego y antes de la aparición del menú principal, se emiten dos vídeos introductorios:
- El primero narra la leyenda y añade un comentario sobre el regreso de Zarok.
- En el segundo se muestra a Zarok mientras lee su libro de hechizos y conforme con lo leído ejecuta varios hechizos: con uno extiende sobre Gallowmere un manto de tinieblas para conjurar la noche eterna, con el segundo arrebata las almas y la voluntad a sus habitantes y con el tercero resucita a los muertos.

### Cripta de Dan
Mausoleo subterráneo en el que Sir Dan despierta, entre visiones de su ignominiosa muerte, después de haber permanecido ahí confinado durante un siglo. Vacía de enemigos, los numerosos libros que en ella se hallan aportan la información esencial para iniciar la aventura.

### El cementerio
Extenso lugar sembrado de tumbas de las que surgen zombis con los que se pueden practicar las habilidades de combate. Su única salida al exterior es infranqueable si no se posee cierta llave, propiedad del Demonio de la Cristalera.

### Colina del cementerio
Promontorio que se alza sobre el campo santo, en cuyas entrañas solían practicar los aquelarres las brujas. La dificultad de alcanzar la cima reside en la defensa establecida por las gárgolas esclavas de Zarok, que arrojan rocas desde la cumbre.

### El mausoleo de la cima de la colina
Tétrica tumba gobernado por el Demonio de la Vidriera, un poderoso ser diabólico aliado de Zarok; Sir Dan deberá derrotarlo y conseguir la Llave de la Calavera que guarda para poder continuar su viaje. También podrá otorgar su ayuda al Señor Órgano (Mr. Organ).

### Regreso al cementerio
Sir Dan ha de volver al cementerio para usar la Llave de la Calavera y atravesar la puerta para poder enfrentarse a los guardianes del cementerio, una pareja de lobos espectrales que le separan del exterior de la necrópolis. Al derrotar a estas fieras se le otorga la capacidad de embestir (Daring Dash).

### Los Campos de espantapájaros
Con la ayuda de Kul Katura, Sir Dan se enfrentara a granjeros zombis, máquinas cosechadoras endiabladas y poderosos gigantes de metal para proseguir su andadura. Los extensos campos de grano que ha de evitar contienen mortíferos demonios, que pueden acabar con su vida en cuestión de segundos, destacando los temibles espantapájaros.

### La Garganta de las calabazas
Atravesando un escarpado desfiladero, plagado de todo tipo de plantas agresivas entre las que abundan las calabazas mutantes, Sir Dan tendrá que abrirse paso podándolas hasta llegar a los aledaños del territorio del Rey Calabaza.

### La Serpiente Calabaza
Lugar en el que acontece la cruenta lucha contra el Rey Calabaza, líder de las plantas mutantes y donde Sir Dan será recompensado por la Bruja Calabaza con una de las Gemas del Dragón si consigue salir victorioso.

### El Pueblo Durmiente
Poblado cuyos habitantes han sido sometidos por el hechizo perpetrado por Zarok, quien les ha arrebatado sus almas y anulado completamente su voluntad. En dicho poblado tendrá lugar una batalla entre los mecánicos soldados del hechicero y Sir Dan por la posesión del Artefacto de las Sombras.

### Los terrenos del manicomio
Laberíntica serie de jardines repletos de monjes zombis, acertijos y dominados por Jack del Campo, el misterioso maestro de las adivinanzas. Solo conseguirá avanzar quien logre desentrañar todos los enigmas que el señor de los jardines le proponga.

### Dentro del manicomio
Complejo de salas subterráneas, plagadas de zombis y locos, en cuyas grutas más inferiores se encuentran tanto el Alcalde como una de las Gemas del Dragón.

### La tierra encantada
Mágico y selvático bosque, plagado de fauna y flora hostiles, cuyos árboles gigantes sirven de nido a los pájaros-dragón. Bajo esa tierra reside la prisión de los Demonios de las Sombras, que solo pueden ser liberados aplicando la inteligencia y el Artefacto de las Sombras. Si Sir Dan consigue liberarlos podrá enfrentarse a sus huestes.

#### Cueva de las hormigas
Bajo la tutela de la Bruja del Bosque, la cual desea obtener piezas de ámbar para sus ingredientes mágicos, Sir Dan se adentrará en un hormiguero después de que haya sido encogido por la bruja, llegando a alcanzar las dimensiones de una hormiga. Dentro deberá rescatar a varias hadas y recoger los ingredientes de la bruja, para posteriormente enfrentarse a la reina de las hormigas y poder así escapar del hormiguero. No es un nivel obligatorio, pero se obtienen jugosas recompensas si se completa.

### Ciénagas de los antiguos muertos
Pantanoso lugar donde 100 años atrás se libró la gran batalla decisiva de Gallowmere. En ese lugar, el Barquero (que se puede suponer que está inspirado en Caronte) propondrá a Sir Dan un trato: le proporcionará transporte hacia el poblado de Mellowmede a cambio de unas pocas almas perdidas que andan por el territorio.

### El lago
El antiguo poblado de Mellowmede que actualmente se encuentra bajo el agua, cuyos habitantes consiguieron en su día aprovechar el poder retenido en los cristales mágicos, que Sir Dan deberá usar a su vez, para abrir la entrada que conduce a las cuevas de donde proceden los cristales.

### Cuevas de cristal
Profundo sistema de cuevas repletas de cristales, enemigos conocidos como Rhinotauros, y el Dragón de las Cuevas de Cristal, que al derrotarlo ofrece la poción del dragón, objeto que otorga el poder de la Armadura del Dragón mientras se lleva equipado, a cambio de que se le deje en paz.

### El Guantelete de Gallows
Paso subterráneo habitado por numerosos zombis de personas ajusticiadas mediante el ahorcamiento, el empalamiento o la momificación. Solo mediante la utilización de la Armadura del Dragón se puede conseguir atravesarlo por la salida verdadera y completarlo, ya que es necesario traspasar una barrera de fuego.

### Las ruinas encantadas
Ruinas del castillo del Rey Peregrino, las cuales están establecidas en un volcán dormido, y donde decidieron situar su base los Demonios de las Sombras al ser liberados. Para acabar con su amenaza, el fantasma del propio Rey Peregrino ayuda a destruir el castillo mediante una erupción volcánica. Sir Dan consigue huir justo en el último momento mediante una catapulta que lo lanza en el aire afuera del territorio del castillo.

### El barco fantasma
Una enorme fantasmal nave pirata voladora donde Sir Dan es depositado por un amistoso buitre gigante tras escapar del castillo del Rey Peregrino. Su tripulación se compone de esqueletos de piratas y su  capitán que supondrá otro reto más.

### La sala de entrada
Breve nivel en donde se halla el libro de hechizos de Zarok y también su antiguo diario. Plagada de duendes que algunos pueden robar a Sir Dan parte de su equipo, precede a los dominios del oscuro hechicero.

### El dispositivo del tiempo
Complejo conjunto de dispositivos mecánicos interconectados, de forma que Sir Dan se enfrentará a un ingente número de desafíos mecánicos hasta conseguir utilizar el tren de Zarok para encaminarse hacia la guarida del malévolo brujo.

### Guarida de Zarok
Último reducto de poder de Zarok en el que se producirá la batalla final dividida en tres partes: primero, la batalla entre los soldados de la guardia del hechicero contra los generados por el poder del Cáliz; después, la lucha entre Sir Dan y el campeón oscuro, Lord Kardok; y finalmente, Zarok convertido en una enorme bestia, enfrentará personalmente a su antiguo rival. (Si se han recolectado todos los cálices de almas se puede disfrutar del final completo.)

## Marco espacial y cronológico
El transcurso del videojuego está fechado en 1386, y por consiguiente el primer enfrentamiento contra Zarok ocurrió en 1286. No obstante, en la página oficial las fechas mostradas son 847 y 747, respectivamente.

### Gallowmere
Reino ficticio de la Escocia medieval en el que se desarrollan los acontecimientos. Antaño floreciente bajo el reinado del Rey Peregrino, su gloria se vio mermada por la guerra provocada por Zarok, que arrasó ciudades y castillos, hasta reducirlo a un conjunto de poblaciones agrícolas, cuya principal explotación es la calabaza. No se menciona su localización, pero sí que es escocés; como en Medievil 2, el libro de hechizos de Zarok es hallado en las islas Hebrides, es probable que se halle en las mismas o en sus cercanías.

## Personajes

### Sir Daniel Fortesque
Sir Daniel Wigginbottom Fortesque IV (1254-1286), generalmente llamado Sir Daniel Fortesque, fue un caballero de Gallowmere que se convirtió en Campeón del Rey y Jefe del Batallón Real. Su vida se truncó en la Batalla de Gallowmere contra el malvado hechicero Zarok, donde fue asesinado por la primera andanada de flechas. A pesar de esto, la historia llegó a recordarlo como el héroe de Gallowmere. 
Cien años después, Sir Dan fue resucitado por error por la magia de Zarok. Dan aprovechó esta oportunidad para estar a la altura de su leyenda y derrotar al hechicero de una vez por todas, obteniendo así acceso al Salón de los Héroes del más allá.

## Aliados

### Señor Órgano (Mr. Organ)
Músico fantasmal, condenado a repetir las mismas tristes melodías eternamente hasta que se le entregue una nueva partitura, momento en que finalmente puede descansar.

### Kul Katura
Llamado Señor de la Serpientes, se trata de un poderoso espectro en forma de serpiente gigante que fue capturado por Zarok, y que otorga soporte temporal a Sir Dan si él lo libera, pese a albergar deseos de medir sus fuerzas con el caballero.

### Bruja calabaza
Wartilda, conocida como la bruja calabaza, amante de lo vegetal y auto-considerada como segunda madre para las calabazas, enemistada con el Rey Calabaza dado el carácter perverso de este; debido a ello, ofrece una de las Gemas del Dragón a quien derrote a la malvada calabaza gigante. En Medievil Resurrection cuando derrotas al Rey Calabaza te da una parte de la piedra de Anubis.

### Bruja del bosque
Emelda, también conocida como la bruja del bosque, es una astuta hechicera que embauca a Sir Dan para que emprenda su aventura en el hormiguero, y recompensa por cumplir con su encargo con unos muslos de pollo mágicos, capaces de convertir a los enemigos en pollos asados que al ser ingeridos restauran una mínima porción de vitalidad. En Medievil Resurrection te revela el camino que lleva a la puerta de la prisión de los Demonios de las Sombras.

### Alcalde
Líder político de Gallowmere que por el hecho de mantener oculto el Artefacto de las Sombras, fue capturado por Zarok y confinado en las mazmorras del manicomio.

### El barquero de las almas perdidas
Ente sobrenatural encargado de conducir las almas perdidas de los muertos al Más Allá, basado claramente en Caronte. Desgraciadamente, los ardides de Zarok alteraron el flujo de las almas, por lo que su tranquilo trabajo se complicó inmensamente.

### Dragón de las Cuevas de Cristal
Ser mitológico que solo puede ser invocado mediante dos Gemas del Dragón y que tras ser derrotado otorga la pócima para gozar de la Armadura del Dragón.

### Rey Peregrino
Antiguo monarca de Gallowmere, ronda como fantasma por las ruinas de su castillo, atento a cualquiera que pueda invocarle mediante su corona. Ayuda a derrotar a los Demonios de las Sombras guiando a Sir Dan en la destrucción de su castillo.

### Zarok
Hechicero desterrado de Gallowmere por practicar la nigromancia cien años antes del comienzo de la historia; furioso, intentó vengarse conquistando el reino con un ejército de muertos vivientes y Demonios de las Sombras, pero fue derrotado. Valiéndose nuevamente de sus artes oscuras y con la ayuda de su poderoso libro, sume a Gallowmere en un hechizo de noche perpetua y se dispone a conquistarla, cosa que solo Sir Dan puede impedir.
Físicamente muestra una figura alta y esquelética, con una cara muy arrugada producto de su avanzadísima edad, con la nariz y la barbilla desproporcionadamente largas. Lleva un gorro con cuernos y un tridente con una gema engarzada en la base de la punta central, lo que le otorga una apariencia aún más diabólica.
Profesa un gran odio contra Sir Dan, acrecentado más por la fama que el caballero adquirió injustamente tras su derrota. En su diario menciona la intención de torturar su cadáver.

### Demonio de la Vidriera
Diabólico ser formado por cristales de diferentes formas, tamaños y colores a los que debe su nombre. Su arcano corazón es tanto la fuente de su poder como su punto débil. Aliado con Zarok, extiende su poder por la necrópolis que se encuentra bajo su mausoleo.

### Guardianes del cementerio
Pareja de fantasmales lobos que guardan la salida del cementerio. Poseen la habilidad de permanecer inmateriales mientras se mueven hasta el momento previo a atacar, único momento donde brevemente se vuelven vulnerables al daño.

### Rey Calabaza
Gigantesca calabaza que capitanea para Zarok un ejército de vegetales mutantes. Absorbió gran parte de los medios de subsistencia vegetal que le rodeaban para alcanzar su desmesurado tamaño, enemistándose así con la Bruja Calabaza.

### Jack del Campo
Enigmático personaje que reta a Sir Dan a una serie de acertijos en lugar de enfrentarse físicamente a él, utilizando para ello los laberintos de los terrenos del manicomio. Su aspecto es el de un rostro gigante esculpido en piedra.

### Demonios de las Sombras
Conjunto de monstruosos seres artificiales utilizados por Zarok en sus intentos de conquistar Gallowmere, encerrados bajo la tierra encantada por el Rey Peregrino. 100 años después Sir Dan los liberó y eliminó mediante la destrucción del castillo del Rey Peregrino.

### Lord Kardok
El gran campeón del ejército de Zarok, a quien Canny Tim con un certero disparo de ballesta mató en la batalla. Resucitado por el nigromante, se enfrenta a Sir Dan en la batalla final.

## Personajes de la Galería de Héroes
La Galería de Héroes es el panteón de los principales héroes de Gallowmere, al que Sir Dan no puede acceder por no ser digno del título de héroe, pero sí lo puede visitar para solicitar la ayuda de sus residentes, la cual consiste principalmente en nuevas armas y otros objetos. Sir Dan tiene su lugar reservado y preparado para cuando pruebe ser digno de pasar allí toda la eternidad.

### Canny Tim
Timberly (Nombre real de nacimiento Kimberly), conocida como Canny Tim. Lugarteniente de Sir Dan cuando este era capitán del ejército real; durante la batalla, acabó con la vida de Lord Kardok clavándole una flecha entre los ojos a mil yardas de distancia. Aporta su rápida ballesta cuyas flechas rebotan en las paredes y una botella de vida.

### Stanyer "Cortador de Hierro"
Reconocido como el mejor herrero y como el hombre más fuerte de Gallowmere, moldeaba el acero y reventaba cabezas en el campo de batalla con igual alegría. Aporta su irrompible martillo de hierro y algo de oro. Fabricó el busto del alcalde, artefacto necesario en el juego.

### Woden el Poderoso
Arquetipo de héroe, valiente en combate y temido por enemigos y amigos. Aporta su espada ancha, la cual se puede encantar temporalmente pagando a las gárgolas mercaderes. Es muy egocéntrico.

### Imanzi Shongama
Exuberante reina de una tribu guerrera de amazonas, fue famosa por expulsar a todos los hombres de su aldea. Aporta su larga y afilada lanza.
En el juego, llegó a declarar su amor a Sir Dan.

### Karl Sturnguard
Tras formarse como guerrero en el sitio del castillo de su familia, pasó a conceder vital importancia a la defensa, siendo inquebrantable hasta morir atragantado con una  salchicha durante un festín de la victoria. Aporta su gran escudo de oro encantado.

### Ravenhooves el arquero
Último príncipe centauro, era considerado como un consumado cazador, deportista, anecdotista, duelista, playboy y tricampeón del derby. Aporta el arco largo, el arco de flechas de fuego y el arco de flechas mágicas.

### Bloodmonath, "Cuchilla de cráneo"
Nacido como un humilde campesino en una de las tribus nómadas del este, que arrasó multitud de territorios con su hueste de jinetes, amasando una gran fortuna. Aporta su hacha de doble filo.

### Dirk Steadfast
Temerario guerrero, compañero de Karl Sturnguard, pero con un punto de vista completamente opuesto enfocado hacia el ataque. Aporta su gran espada mágica, que siempre se mantiene encantada y completamente afilada. Dirk es indirectamente responsable de la muerte de Karl, ya que Karl comenzó a ahogarse con una salchicha después de que Dirk comenzara a explicar sus puntos de vista sobre el Escudo de Oro de Karl.

### Megwynne Stormbinder
Ama de casa y madre que mientras los hombres salieron de cacería, luchó contra una invasión barbara armada solo con una horquilla y un rodillo, mientras sujetaba a su bebé con la otra mano. Según la leyenda, los dioses, asombrados, le otorgaron rayos para que acabara con sus enemigos. Aporta sus rayos mágicos, que se agotan con el uso y no pueden ser recargados.

## Modo de juego
Durante el juego hay que luchar contra los enemigos, recoger, usar o activar objetos y avanzar por diferentes escenarios. La práctica totalidad de estos requiere la utilización de runas o diversos dispositivos, como palancas y botones, para avanzar, y contiene un grado más o menos complejo de plataformas y zonas secretas.
Los siguientes aspectos son asimismo importantes para la comprensión del juego:

## Apartado técnico

### Menú principal
Tras las secuencias de vídeo introductorias se muestra un sencillo menú, en una lápida y con un gracioso esqueleto, consistente en dos opciones: iniciar un juego nuevo y cargar uno previamente guardado. Si se selecciona la segunda, la vista se desplaza para mostrar los 3 posibles espacios de guardado representados como tres lápidas, más una piedra inferior que da la opción para guardar en cada una de las dos tarjetas de memoria que se pueden insertar simultáneamente en la PlayStation, dando un total de hasta seis posibles archivos de guardado.

### Menú de opciones
Menú al que se puede acceder en cualquier momento y que permite utilizar las opciones del juego:
- Al principio se muestran las de Continuar, para volver al juego y Salir, para volver al menú principal.
- En Configuración del juego se puede determinar el audio como mono o estéreo; cambiar el volumen de la música, los efectos especiales y las voces; y ajustar el brillo y la pantalla al monitor.
- En Opciones de mando se pueden ver y configurar los controles y activar o desactivar la vibración y el modo de que se puede hacer correr a Sir Dan.

### Indicadores de la parte superior
Durante el juego se muestran en la parte superior de la pantalla una serie de instrumentos que ayudan a mantenerse informado sobre el estado en el que se encuentra y qué necesita Sir Dan. La mayoría se oculta automáticamente cuando no sufren cambios, pero aparecen todos al abrir el menú de opciones o el inventario; asimismo, cuando se muestra una secuencia de vídeo todos desaparecen. Estos, de izquierda a derecha son:
- El arma que está siendo usada y el escudo, con sus respectivos indicadores numéricos de potencia o munición. Son los únicos que aparecen siempre, excepto en los vídeos.
- La barra de vida, con la apariencia de un líquido verde, entre un icono de la calavera de Sir Dan y el indicador numérico; sobre ella aparecen los iconos de las botellas de vida, cada una indicando hasta dónde está llena. Se muestra cada vez que se pierde o recupera vida.
- El icono del cáliz y el porcentaje de él que está lleno. Se muestra cada vez que se líquida a un enemigo.
- El icono de bolsa con dinero y la cantidad que se posee; se muestra cada vez que se consigue oro.

### Controles
Los controles que se utilizan en el juego son los siguientes:
- El botón Select sirve para acceder al inventario y el Start al menú de opciones.
- Tanto los botones de dirección como el stick derecho sirven para moverse por escenarios y menús.
- Las acciones de saltar, acción-atacar y realizar ataque especial se distribuyen entre los botones círculo, cuadrado y equis, y se pueden configurar en el menú de opciones.
- El botón triángulo sirve para defenderse. Combinado con los botones de dirección o el stick derecho sirve para embestir, cuando se ha adquirido esa habilidad.
- L2 y R2 giran la cámara y, si se mantienen presionados simultáneamente, activan la vista en primera persona, que se dirige con los botones de dirección o el stick derecho. Aunque no siempre es posible activar esta vista.
- L1 cambia de blanco al apuntar con armas a distancia.
- R1, combinado con los botones de dirección o el stick derecho, sirve para desplazarse lateralmente, sin girar.

## Mapa de Gallowmere
El mapa es la representación de los diferentes escenarios, y se desvela una parte de él cada vez que se finaliza uno. Desde él se puede regresar a los escenarios ya visitados, guardar el juego y consultar el número de cálices y en qué escenarios se han recogido y en cuáles no.

## Vida
En la cuestión de la salud de Sir Dan, esta consiste en una barra de vida de 300 puntos, y aunque al principio solo se cuenta con una, luego podremos disponer de varias acumulables mediante botellas de vida que se pueden obtener en sitios escondidos por los diferentes niveles o por recompensas en la Galería de Héroes por cálices, hasta un máximo de nueve.
Cuando un enemigo ataca a Sir Dan o este se hace daño con elementos del entorno, como cristales, fuego, o caídas, se reduce una porción de la salud contenida en la botella hasta llegar a cero, momento en el que se cambia por la siguiente botella. Si cae en magma, agua profunda, el vacío, o desde una gran altura, la botella utilizada en ese momento, sea cual sea su contenido en salud, se pierde y Sir Dan es transportado hasta el lugar seguro más cercano. En caso de que se acaben todas las botellas la pantalla muestra una calavera como las de los escudos, un efecto de fuego que hace arder la imagen de abajo hacia arriba, el juego finaliza y vuelve al menú principal.
Las botellas vacías o medio vacías pueden ser rellenadas mediante dos métodos diferentes: Ya sea recogiendo las pequeñas ampollas de energía, que curan 225 puntos de una vez y las fuentes de vida, a las cuales se puede acudir varias veces hasta que se les agoten los 600 puntos de salud que aportan.

## Inventario
Menú disponible durante el juego en el que se almacenan los objetos y armas que se adquieren durante el juego, y desde donde pueden ser usados.

### Armas
Las armas son un elemento indispensable dado el número de luchas que se producen a lo largo del juego. Sir Dan puede llevar un escudo y un arma simultáneamente. Al ser adquiridos, la mayoría de las armas y escudos se equipan automáticamente y pueden ser cambiados en el menú de inventario.
Los escudos se encuentran en cofres repartidos por los diferentes escenarios, pero mientras que los de bronce y plata se recargan volviendo a obtenerlos, para recargar el de oro es necesario pagar por este servicio a las gárgolas mercaderes. La protección de escudos equivale a 150, 250 y 400 puntos de salud respectivamente.
Además de las armas aportadas por los miembros de la Galería de Héroes, Sir Dan puede contar con su espada, dagas arrojadizas y con otras armas menos ortodoxas, como su brazo desmontable, los muslos de pollos mágicos y la Armadura del Dragón.

### Runas
Objetos que solo pueden ser usados en el mismo nivel en el que se obtienen. Las hay de diferentes tipos y sirven para desbloquear puertas y otros mecanismos al introducirse en ranuras similares a garras.

### Llave Calavera
Llave que abre la puerta de salida del cementerio; dado que está en poder del Demonio de la Cristalera, es necesario derrotarlo para conseguirla.

### Gemas del Dragón
Pareja de joyas que sirven para invocar al Dragón de las Cuevas de Cristal. Una se halla en lo más profundo de las mazmorras del manicomio y la otra en poder de la Bruja Calabaza.

### Artefacto de las Sombras
Poderosa llave mágica de la prisión subterránea de los Demonios de las Sombras, ideada por el Rey Peregrino, atesorada por el alcalde y codiciada por Zarok.

### Corona del rey peregrino
Como su nombre indica se trata de la corona que el Rey Peregrino poseía en vida, con la que se puede invocar a su fantasma tras su muerte.

### Armadura del Dragón
Poción mágica perteneciente al Dragón de las Cuevas de Cristal que otorga al que la bebe las propiedades y habilidades de un dragón, como exhalar fuego por la boca y traspasar la barrera de fuego de El Foso de los Ahorcados al otorgar inmunidad al fuego.

### Otros objetos
- Partitura musical, escondida en las catacumbas de el mausoleo de la cima de la colina.
- La pieza de la cosechadora, en los campos de espantapájaros.
- El molde de piedra con el que se forja el crucifijo, en La Villa Durmiente.
- El busto de oro del Sr. Shanks que deberá ser derretido para crear el crucifijo, en La Villa Durmiente.
- El talismán de la bruja, un objeto con forma de pentagrama encerrado dentro de la colina del cementerio y que sirve para invocar a las brujas.

## Cáliz de almas
Según Sir Dan vaya derrotando enemigos en cada escenario, se irá llenando el cáliz de almas hasta estar completo; cuando esto suceda, se podrá recoger de donde esté escondido y Sir Dan irá automáticamente a la Galería de Héroes al finalizar el nivel. El cáliz cobra gran importancia en el último nivel, donde todas las almas invocadas proporcionan una tropa de guerreros para luchar contra la de Zarok.

## Otros elementos
- Para ayudar al jugador, en todos los niveles existen atriles con libros o gárgolas parlantes que le guían, proporcionándole desde información sobre el modo de juego, objetos o lugares hasta comentarios en clave de humor.
- Existen bolsas y cofres de dinero repartidos por los niveles; asimismo, siempre que Sir Dan aplaste ratas o manos independientes de zombis con el martillo o el garrote, se le reporta una nimia cantidad de oro; todo ello se suma a un contador y puede ser usado con las gárgolas mercaderes a cambio de munición, recarga de armas mágicas y recuperar armas robadas.
- En todos los niveles pueden encontrarse baúles que contienen escudos y garrotes de madera, que pueden ser utilizados una determinada cantidad de tiempo al irse desgastando con el uso. Si en el baúl aparece pintada una calavera y es más oscuro, al abrirlo produce una explosión que daña gravemente y empuja con fuerza a los enemigos; a Sir Dan solo le afecta lo segundo. En los Campos de Espantapájaros y Las posas de los antiguos muertos, uno de estos baúles con la calavera libera a Kul Katura quien ayudará temporalmente a eliminar enemigos alrededor. Este espectro también aparece en El Foso de los Ahorcados, sin embargo, en este nivel luce algo diferente y ataca a Sir Dan quitándole una cantidad considerable de salud tras cada golpe; es rápido e invencible, por lo que no habrá más solución que esquivarlo hasta terminar el nivel.

## Recepción
MediEvil obtuvo críticas positivas de la crítica especializada.